# Helichrysum psiadiifolium
Helichrysum psiadiifolium là một loài thực vật có hoa trong họ Cúc. Loài này được Mesfin & T.Reilly mô tả khoa học đầu tiên năm 1995.